# FORTUNE ARTERIAL
『FORTUNE ARTERIAL』（フォーチュン アテリアル）は、2008年1月25日にオーガストより発売された18禁恋愛アドベンチャーゲームである。オーガストの6作目となる。略称は、「FA」「フォアテリ」など。

## 沿革
2006年12月29日から同年12月31日まで開催されたコミックマーケット71の会場で配布されたオーガストオフィシャルハンドブックにて制作が発表された後、2007年2月21日にはオーガスト公式ホームページ上で公式発表が行われた。当初は2007年冬発売と記されていたが、同年10月19日に発売日が2008年1月25日と発表され、予約キャンペーンや協賛店舗も発表された。約7万本の売り上げを記録した前作『夜明け前より瑠璃色な』から約2年半ぶりの新作となるので、各雑誌が発表直後から特集記事を載せるなど大きく取り上げられた。『PUSH!!』のtotoPUSH（アダルトゲーム売上ランキング）で2008年度年間2位になるなどの売り上げとなり、2010年8月で売上本数10万本を達成した。通常版は2011年6月24日にロットアップし、新たにWindows 7対応版が2011年7月29日に発売された。
『コンプティーク』（角川書店）2010年5月号にてアニメ化が発表された後、同年8月号では媒体がテレビアニメであることが発表され、同年10月から12月まで放映された。
2010年にはPlayStation Portableで『FORTUNE ARTERIAL 伊織の野望』（フォーチュン アテリアル いおりのやぼう）と、PlayStation 3への移植版『FORTUNE ARTERIAL 赤い約束』（フォーチュン アテリアル あかいやくそく）が同年冬にそれぞれ角川書店より発売されることが発表されたが、延期の発表を経て2011年8月3日にはオーガスト/ARIAから開発中止が表明された。

## あらすじ
海上交通の要である「珠津島」（たまつしま）。そこには、桜の名所・珠津山や枯れない池と伝えられる千年泉がある。
支倉孝平は、父親の海外転勤を機に7年ぶりに珠津島へ戻り、6年制・全寮制の英国パブリックスクール風名門校「修智館学院」（しゅうちかんがくいん）へ転入する。幼馴染みである悠木姉妹との再会、八幡平司という友人を得るなど、順調なスタートに見えた学院生活だったが、悪戯好きの生徒会長・千堂伊織の策略により、妹で副会長である千堂瑛里華が入っている風呂場へ突入することに。一躍有名人となるものの、会長の策略と判明して騒ぎも終結。瑛里華とも仲直りを果たした。
しかし伊織は孝平に、自らと瑛里華が吸血鬼であることを明かす。伊織の吸血シーンを見て衝撃を受けた孝平は、瑛里華によって記憶を消してもらう選択を一度は取るものの、瑛里華の涙を見て記憶を残すことを選ぶとともに、スカウトされていた生徒会へ入ることを選んだ。
入会そうそう体育祭の実行委員長に選ばれた孝平は、持ち前の行動力とその性格で実行委員たちを始めとする周囲の信頼を得、体育祭を成功させる。
そして孝平は、学院生活を通じて一人の女性と親しくなる。

## 登場人物
※担当声優は、PC版・ドラマCD版 / テレビアニメ版の順。

### 主人公
支倉 孝平（）
声 - 中本伸輔（ドラマCDのみ） / 小野大輔（幼少期 - 高森奈津美）
身長：174.7cm 部屋番号：2A-18
本作の主人公。修智館学院5年生。親の都合で転校を繰り返してきたが、薄い人間関係しか築けない生活に嫌気が差し、全寮制の修智館学院を転校先に選んだ。学院のある珠津島には以前に住んでいたことがあり、戻ってきたのは7年ぶりである。
転入後は千堂伊織にスカウトされ、生徒会で活動。入試よりも難しい編入試験に合格し、大量にある生徒会の事務処理をこなすなどの能力を持ち合わせている。発想力や行動力もあり、生徒会でも新企画・イベントを発案、実行している。
常識人で適度に熱い好青年。見かけで人を判断することがなく、周囲から敬遠されている八幡平司ともすぐに友人関係を築いている。千堂兄妹やかなでといった濃いキャラクターがいることもあり、会話ではツッコミ役に回ることが多い。かなりの焼きそば好きであるが、紅しょうがは食べ物ではないとして嫌っている。
瑛里華ルートでは屋敷から瑛里華を救うため千堂伽耶に会いにいくが、伽耶の手刃で致命傷を負ってしまう。その場に駆けつけた瑛里華に助けられたことで、彼女の眷属となる。

### ヒロイン
千堂 瑛里華（）
声 - 観村咲子 / 神田理江
誕生日：6月7日 血液型：B型 星座：ふたご座 身長：159.8cm 3サイズ：82（C）/55/83 部屋番号：4A-01 テーマ曲「smile for me」
孝平と同じ5年生で、生徒会副会長を務めている。猫舌で甘いものが好き。孫と祖父以上に年が離れているが、会長の伊織を兄に持ち、文武両道かつ容姿端麗だが猫舌なのが玉に瑕。
好奇心旺盛で常に真っ直ぐな性格。また、それだけの能力を持ちながらも気取ることなく気さくに話をするため、学院では人気者である。一度何かをし始めると周りを顧みずパワフルに突き進む姿勢から、一部では「突撃副会長」とも呼ばれる。しかし、そんな中でも綿密な計画を立てるという慎重さも兼ね備えている。学院の生徒全員が楽しく過ごせるためには自らの犠牲も厭わない。
元人間で、蒼珠から誕生した吸血鬼であり、一度自分達との関わりを拒んだ孝平の記憶を不本意ながら消そうとした。しかし、実際は人の血を吸う事や眷属を作る事を一番に嫌っており、代わりに輸血用パックで吸血衝動を緩和している。
実は東儀家の血筋で征一郎の妹に当たる。
瑛里華ルートでは屋敷から瑛里華を救いにきた孝平が、千堂伽耶に致命傷を負わされ彼を救うため眷属にした。
携帯電話の着信音は、歌劇『ジョコンダ』の「時の踊り」である。
オフィシャルサイトでの人気投票では第2位。

東儀 白（）
声 - 姫川あいり / 峰岸由香里
誕生日：2月19日 血液型：A型 星座：うお座 身長：145.0cm 3サイズ：70（A）/51/72 部屋番号：4D-17 テーマ曲「白うさぎ」
孝平の後輩で4年生。珠津島最大の実力者である東儀一族本家の娘。
その容姿通り繊細で儚げなイメージがあり、人見知りをする性格。その上、純粋無垢なので冗談を本気にすることもしばしば。生徒会財務である征一郎を兄に持ち、彼の誘いを受け生徒会に籍を置いている。同時に礼拝堂の手伝いをする「ローレル・リング」という組織に前期課程時から在籍しており、しばしば生徒会室を不在にすることもある。
兄の言葉を最優先にするほどのお兄ちゃんっ子。礼拝堂で飼っているウサギの「雪丸」をとても大切にしている。和菓子が好きであり、特にきんつばが大好物。千堂兄妹の正体を知っている数少ない人物でもある。
人気投票では第4位。

紅瀬 桐葉（）
声 - 楠鈴音 / 鳴海エリカ
誕生日：11月21日 血液型：AB型 星座：さそり座 身長：164.4cm 3サイズ：88（D）/57/86 部屋番号：4H-09 テーマ曲「ひとりじゃなく」
孝平のクラスメート。常に一人で過ごしており、話しかけても必要最低限の返事があるだけかと思いきや、たまに冗談を言うなどつかみどころがない人物。基本的には興味があることしかやらず、それ以外のことはほぼ無関心。そんな態度のため、司を含むクラスメートからは「フリーズドライ」と呼ばれている。
サボり・遅刻の常習犯でテストの点数もほぼ赤点ギリギリ（陽菜曰く「狙ってやっている」らしい）。しかし数学に関しては常に学年1位を取っており、総合1位の瑛里華にとっては目の上のタンコブである。極度の機械音痴で、携帯電話やパソコンに触ったことがない。
正体は千堂伽耶の眷属(従者)であり、伽耶に記憶を消された上、主探し「鬼ごっこ」を250年繰り返し続けさせられていた。吸血鬼と違って血を吸う習慣は無いが、その代償として深い眠りに襲われ数時間活動停止「強制睡眠」するため遅刻や早退が多かった。眷属は味覚が鈍っているため相当な辛党であり、彼女が作る料理は「辛いを通り越して痛い」レベルである。
千堂伊織にスカウトされ、生徒会委員で活動する。
人気投票では第3位。

悠木 かなで（）
声 - 雛見風香 / 生天目仁美
誕生日：4月2日 血液型：O型 星座：おひつじ座 身長：151.8cm 3サイズ：75（B）/54/77 部屋番号：3A-18 テーマ曲「Hi Tension」
孝平の幼馴染で陽菜の姉。妹よりも小柄な体格をしている。6年生で、風紀委員長兼「白鳳寮」寮長を務め、その実績は高い。ハイテンションかつマイペースで、その行動を予測できるのは妹の陽菜だけである。陽菜を「ヨメ」と称すほど溺愛しており、自分が男なら絶対結婚すると豪語している。感情表現が豊かで、字面こそ年長者のようだが、口調や振る舞いは一番年下のそれである。妹を「ひなちゃん」、瑛里華を「えりりん」と呼ぶなど、勝手なあだ名を付ける癖がある。代々の寮長に受け継がれている「恋愛が成就するケヤキ（穂坂ケヤキ）」の世話をしている。
今は亡き母親から妹の陽菜の面倒を見るよう頼まれていたが、陽菜が交通事故により記憶を無くしたのは自身の不注意のせいだと悩んでいた。それからは陽菜に幸せになって欲しいと一途の思いから、時に自分を後回しにしてでも陽菜の支えになるように行動していた。
記憶を取り戻した陽菜から事情を聞き瑛里華の正体を知り、妹を救ってくれて恩人の瑛里華に感謝した。
持っている携帯電話の着信音は、シューベルトの「軍隊行進曲」である。
人気投票では第5位。

悠木 陽菜（）
声 - 鷹月さくら / 田口宏子
誕生日：10月4日 血液型：A型 星座：てんびん座 身長：155.9cm 3サイズ：84（C）/56/85 部屋番号：3B-16 テーマ曲「snow willow」
孝平のクラスメートで幼馴染。美化委員会に所属。破天荒な姉・かなでの行動に苦労しているが、それを楽しんでいる節もある。性格は明るく面倒見が良いので、学年を問わず顔が広い。数多くの男子学生に告白されており、またその全てを断っていると言われているが、本人は否定。他の女の子の髪を編むのが得意。
幼い頃は体が弱く、入退院を繰り返し骨髄移植などの大変な手術をしていた。またその頃、自分とは違い元気で不自由なく過ごせるかなでを妬ましく思っており、一度互いの本音を言い尽くす大喧嘩をしている。その後、今のような仲の良い姉妹になった。7年前は孝平とクラスメートで、転校後も文通をしていた。その後交通事故に遭って孝平がいた頃の1年間の記憶を失くしていた。
次期「白鳳寮」寮長に就任する。瑛里華の正体を知り、記憶を取り戻している。持っている携帯電話の着信音は、前作『夜明け前より瑠璃色な』の「L'Arlesiana」をアレンジしたものである。
人気投票ではメインヒロインの瑛里華を抑え、1位を獲得した。

東儀 観夜（）
PS3版で追加予定だった新ヒロイン。青いリボンをしているため白と同じ4年生のようであるが、開発中止となったために詳細は不明のままになった。

### サブキャラクター
千堂 伊織（）
声 - ケビン・スパイシー / 諏訪部順一
誕生日：8月7日 血液型：B型 星座：しし座 身長：181.6cm
6年生。瑛里華の実兄であり、生徒会会長を務める。飄々としており、つかみどころのない性格。モデルのような容貌を持ち、何人もの女子生徒から告白されている。学院で最も有名な生徒であり、男女問わず人気があるが、本人はそれを気にしていない様子。地味な作業を嫌がり、征一郎曰く「派手なこと以外の仕事は向かない」とのこと。かなでには「いおりん」と呼ばれている。
元人間で、蒼珠から誕生した吸血鬼であり実年齢は不明だが、作中の記述から100歳はゆうに超えていると推察される。普段の明るく気さくな振る舞いとは裏腹に、度々どこか野望めいた一面を覗かせることがある。また、なにかとシスター天池を気にしている節がある。
過去にシスター天池の母親と恋人だったが、伽耶から恋人を眷属するように約束させられ已む無く彼女の記憶を消し去ったことから伽耶を憎んでいる。そのため自分と同じ境遇の瑛里華に不安や血への衝動の先に何があるのか確かめたくて瑛里華が外に出られるように伽耶に頭を下げて、孝平を生徒会に入れ2人が恋人になるように仕組んだ。征一郎の父親とは親しい仲だった。
実は征一郎の主。

東儀 征一郎（）
声 - 鷹取玲 / 坪井智浩
誕生日：4月9日 血液型：A型 星座：おひつじ座 身長：178.8cm
6年生。生徒会財務を務め、千堂兄妹をサポートしている。亡くなった両親の後を継ぎ、東儀家の当主である。仕事の腕は確かで、周囲への根回しと火消しには特に秀でている。
妹の白はお兄ちゃん子であるが、征一郎も白には優しく接し、その過保護ぶりから実はシスコンではないかとの噂も出るほどである。かつては弓道部の主将であった。
実は伊織の眷属。また瑛里華が征一郎の妹に当たる。

八幡平 司（）
声 - 胚京太郎 / 伊藤健太郎
誕生日：9月20日 血液型：O型 星座：おとめ座 身長：176.3cm 部屋番号：2A-15
孝平のクラスメート。北海道出身で、実家には双子の妹がいる。転校して来たばかりの孝平とすぐに打ち解ける。ぶっきらぼうな話し方とその外見、規律にルーズな行動から周囲に不良と思われている。しかし実は友達思いで、昼食の奢りは要求するものの、物語中多くのルートで孝平の手助け役に回っている。
家計が苦しいため、美術部部長の実家である寿司屋「寿司勝」でアルバイトをしており、全寮制の学院において平日外出許可を得ている数少ない人物。かなでからは名字の「平」と名前の「司」を合わせて「へーじ」と呼ばれている。愛車は49ccエンジンの原動機付き「自転車」のコスタリカ号である。

天池 志津子（）
声 - 岬友美 / 星野千寿子
誕生日：5月3日 血液型：O型 星座：おうし座 身長：165.2cm 3サイズ：93（F）/61/90
本敷地にある礼拝堂の管理人及び「白鳳寮」女子階の寮監。洗礼名は「マルガリータ」で、生徒からは「シスター天池」と呼ばれている。
普段はシスターらしく丁寧な物腰の淑女だが、規律を重んじるが故に怒ると非常に怖い。司も孝平に対し「シャレが通じない人だ」と警告しているほど。また、司曰く「女子階に侵入した男子生徒をフライパンでマジ殴りしたこともある」らしい。かなでには洗礼名から「まるちゃん」、伊織からは「志津子ちゃん」と呼ばれ、いつも怒っている。
千堂伊織と母親（元生徒会会長）は元恋人。

青砥 正則（）
声 - 一条和矢 / 同左
誕生日：1月15日 血液型：O型 星座：やぎ座 身長：171.5cm
孝平・陽菜・桐葉・司のクラスの担任教師及び「白鳳寮」男子階の寮監。担当教科は化学。
穏和な性格で、「アオノリ」の愛称（かなでからは「のりぴー」）で生徒達から親しまれている。教育方針としては自律と自主性を尊重する考えの持ち主であり、無免許で原付を手押しする孝平を見て黙認している。
サイコロを4つ同時に好きな目を出せるスキルなどを持つなど、見た目に似合わず昔はやんちゃだったと思われる描写がある。

美術部部長（）
声 - 水霧けいと / 同左
誕生日：1月22日 血液型：B型 星座：みずがめ座 身長：160.1cm 3サイズ：87（D）/60/86
学院の6年生で美術部の部長。名前は不明。部員の減少に悩んでいる。言いたいことははっきりと言う性格。実家は司がアルバイトをしている寿司屋「寿司勝」。5人のヒロインと結ばれないバッドエンドルートに進んだ場合、孝平の恋人になる。
テレビアニメ版では第4話と第12話（最終話）に一瞬だけ登場する。第4話では台詞はなかったが、第12話では一言だけ話している。

千堂 伽耶（）
声 - 美芹桜花 / 水橋かおり
誕生日：7月12日
修智館学院の創設者。瑛里華と伊織の母親。瑛里華や伊織に輸血用パックを提供している。眷属である紅瀬桐葉の主でもある。気性が激しく気難しい。人間は餌であり天敵としか見ておらず眷属を玩具としか思っていない。推定年齢251歳以上だが外見は幼く、子供のように見える。瑛里華を「出来損ない」と忌み嫌っている。
瑛里華に学院入学の交換条件として、学院卒業までに眷属を作ることを約束をさせた。しかし瑛里華ルートでは痺れを切らした伽耶は瑛里華にさらに条件として、期限が設けられ文化祭終了までに眷属を作らねば、孝平は殺され瑛里華は屋敷に連れ戻され屋敷の中だけの生活となる。瑛里華を連れ戻しにきた孝平に致命傷を負わせ結果的に瑛里華の眷属にさせた。桐葉ルートではネネコを使って、孝平を桐葉の主探し「鬼ごっこ」に利用しようと企むが、思惑が外れたことで機嫌を損ね孝平を恨むようになる。
東儀家を代々眷属にしていたが、お気に召さず使い捨てにしてた。また白の両親を眷属し人形（再起不能）にした。
実は千堂家は元東儀家で、桐葉とは幼馴染。父親は稀仁の吸血鬼で、母親は東儀家。疫病で両親亡き後は東儀家に引き取られた。昔は元気で明るい子だったが東儀家に引き取られたころから性格が変わり事あるごとに怒鳴り散らすようになって、周囲からは鬼の子だと言われてきた。
ネネコ
桐葉にまとわりつく黒猫。名付け親は桐葉。
その正体は伽耶の飼い猫で、翠の小石で作った伽耶の分身的存在。

雪丸（ゆきまる）
白が学院の礼拝堂で飼っている白いウサギ。

## 用語
吸血鬼
本作では、日光に弱いなど俗説に沿った最大の弱点は持っておらず、日中でも普通に行動できる。特徴として、「不老であるが、不死身ではない（外見は本人の自由だが、若返ることはできない）」「身体能力が非常に高く（伊織曰く『オリンピック選手に負けるには手加減しないといけない』とのこと）、再生能力や免疫力も人並み外れて高い」「定期的に襲ってくる『獣』の本能である不安や寂しさを抑えるため、血を定期的に飲まなければいけない」「他者の指定した時期の記憶を封印したり、奪った記憶について復元することができる」といったことが挙げられる。また、瑛里華や伊織は、命令や記憶封印時や吸血衝動に支配された時などに目が紅くなる。しかし、瑛里華は関係の無いことでも目を紅くするので、任意で変化させることができる模様。なお、食事をする必要はないが、瑛里華曰く「食事をすることが楽しい」らしい。
眷属
メディアや他作品では様々な表現をなされることがあるが、本作では、吸血鬼自身の血液を飲まされた人間のことを指す。特徴として、「不老の身体になるが、不死身ではない（外見は本人の自由だが、一度設定したらそれ以上若返ることはできない）」「身体能力が飛躍的に向上し、免疫力や再生能力も向上する」「味覚が弱くなり、味をあまり感じなくなる（常人にとっては濃すぎる味付けしか感じられなくなる）」「周期的に非常に強い眠気に襲われ、そのまま睡眠する（吸血鬼曰く『強制睡眠』）」「飲まされた血液の持ち主である吸血鬼（主）の命令には絶対服従となる」といったことが挙げられる。
稀仁（）
真ルートのみ登場。伽耶の父親。妻は東儀家の女性。医療や農業の進んだ知識を持った吸血鬼。
村に流行り病が流行って、東儀家は責任を取らそうになったため東儀家を守るために、稀仁は病気を撒いた張本人として名乗り出て犠牲になった。自ら胸を貫き千年泉に落ちて亡くなった。そのとき泉にこぼれた珠の破片（紅珠）が孝平の体内に入り特別な血となった。　　　
東儀家の女当主に自らが犠牲になる代わりに伽耶の家族（蒼珠）と友人になる人間を提供することを約束させた。親しい人を眷属にしたくなる衝動を抑えるため伽耶に血を吸うように言い残した。

## スタッフ
- 制作統括・総指揮 - るね
- キャラクターデザイン・原画 - べっかんこう
- シナリオ - 榊原拓、内田ヒロユキ、安西秀明
- シナリオ協力 - 岡田留奈
- CG統括 - 里見藤久
- 背景 - 阿舎利ん_16、北川由貴、ゆうろ、紀山聡、有限会社シルバー、wiza kun
- 演出 - 北川由貴
- ムービー - 北川由貴、Iris motion graphics
- チビキャラアイコン - 脳みそホエホエ
- サポート - よもぎ
- 音楽 - Active Planets

## 主題歌
イメージテーマ「It's my precious time!」
作詞 - uriel / 作・編曲：DJ SHIMAMURA / 歌 - Mizuho
オープニングテーマ「扉ひらいて、ふたり未来へ」
作詞 - kurabe / 作・編曲 - Ultra Violet / 歌 - Mizuho
挿入歌「Pure Message」
作詞 - 橋本真友子 / 作・編曲 - NOIZ'n GIRL / 歌 - 真優
挿入歌「扉ひらいて、ふたり未来へ（ballad of arterial）」
作詞 - kurabe / 作・編曲 - Ultra Violet / 歌 - Mizuho
挿入歌「赤い約束」
作詞 - さなぎ / 作・編曲 - sumiisan / 歌 - Veil ∞ Lia
エンディングテーマ「ひとしずく」
作詞：さなぎ / 作・編曲 - sumiisan / 歌 - ちっち

## テレビアニメ
『FORTUNE ARTERIAL 赤い約束』のタイトルで、2010年10月よりテレビ東京系とびわ湖放送にて放送された。全12話。また、漫画版『FORTUNE ARTERIAL』第6巻オリジナルアニメDVD付き限定版には、新作のスペシャルエピソード「たどり着いた場所」を収録したDVDが付属された。
原作の瑛里華ルートを軸に他のヒロインたちのエピソードなども盛り込みつつ、最終的には瑛里華ルートの途中までがおおむね再現されており、完結はしていない。
物語とは直接関係ない背景や脇役には、過去のオーガスト作品のキャラクターが多数描かれている。
地上波では、第11話と第12話（最終話）の間のイレギュラー枠にて『FORTUNE ARTERIAL 赤い約束 最終回直前スペシャル』が放送された。進行役は生天目仁美と田口宏子。角川書店がスポンサーということもあり、後半では後番組『GOSICK -ゴシック-』のプロモーション映像が公開された。

### スタッフ（テレビアニメ）
- 製作総指揮 - 安田猛
- 監督 - 名和宗則
- 助監督 - 新田靖成
- シリーズ構成 - 長谷川勝己
- キャラクターデザイン - 石原恵
- デザインワークス -  川崎愛香
- 美術監督 - 阿部幸恵
- カラーデザイン - 篠原愛子
- 撮影監督 - 北岡正
- 編集 - 平木大輔
- 音楽 - 安齋孝秋
- 音響監督 - 岩浪美和
- プロデューサー - 今本尚志、紅谷佳和
- アニメーション制作 - ゼクシズ、フィール
- 製作 - 修智館学院生徒会（角川書店、角川映画、テレビ東京、NTTドコモ、クロックワークス、AMGエンタテインメント、ゼクシズ）

### 主題歌（テレビアニメ）
オープニングテーマ「絆-kizunairo-色」
作詞 - RUCCA / 作曲 - 流歌 / 編曲 - 牧野信博 / 歌 - Lia
エンディングテーマ「I miss you」
作詞・作曲・編曲 - 八木雄一 / 歌 - Veil（Misuzu、Aoi）
- 第1話〜第3話、第11話 - -the origin-
- 第4話〜第5話 - Aoi to misuzu
- 第6話、第10話 - Gt.ver. misuzu to Aoi
- 第7話 - Gt.ver. Aoi to misuzu
- 第8話 - misuzu solo
- 第9話 - Aoi solo
- OVA - Lia

挿入歌
「赤い約束」（第11話）
作詞 - さなぎ / 作・編曲 - sumiisan / 歌 - Veil
「赤い約束 for TV ANIMATION」（第12話）
作詞 - さなぎ / 作曲 - sumiisan / 編曲  - 安斎孝秋 / 歌 - Veil

### 各話リスト
| 話数     | サブタイトル     | 脚本                  | 絵コンテ | 演出            | 作画監督                                                                    | 総作画監督             |
| -------- | ---------------- | --------------------- | -------- | --------------- | --------------------------------------------------------------------------- | ---------------------- |
| 第一話   | 渡り鳥           | 長谷川勝己            | 新田靖成 | 藤沢紗々        | 磯野智、小谷杏子                                                            | 石原恵                 |
| 第二話   | 始業式           | 待田堂子              | 小林孝志 | 井硲清高        | 西尾公伯                                                                    | 磯野智                 |
| 第三話   | 千年泉           | 大知慶一郎            | 新田靖成 | 高林久弥        | 藤原未来夫                                                                  | 磯野智                 |
| 第四話   | 新入り           | 山田靖智              | 山本天志 | 徐恵眞          | 山内則康、筆坂明規                                                          | 鳥宏明                 |
| 第五話   | 鍵               | 大知慶一郎            | 鈴菱啓太 | 鈴菱啓太        | 小松麻美、伊藤美奈 をがわいちろを                                           | 石原恵 磯野智 臼田美夫 |
| 第六話   | 手紙             | 長谷川勝己            | 牧野吉高 | 牧野吉高        | 宮嶋仁志、中村勇介                                                          | 臼田美夫               |
| 第七話   | 前触れ           | 山田靖智              | 小林孝志 | 藤沢紗々        | 小谷杏子、杉本智子 広尾佳奈子                                               | 石原恵 磯野智          |
| 第八話   | 記憶             | 長谷川勝己 大知慶一郎 | 真奈陽   | 工藤寛顕        | 西尾公伯                                                                    | 鳥宏明                 |
| 第九話   | 眷属             | 山田靖智              | 小林孝志 | 高林久弥        | 藤原未来夫                                                                  | 石原恵 臼田美夫        |
| 第十話   | 渇き             | 長谷川勝己 待田堂子   | 小林孝志 | 徐恵眞          | 山内則康、北村友幸 山崎正和                                                 | 鳥宏明                 |
| 第十一話 | 訣別             | 長谷川勝己            | 佐藤雄助 | 中山敦史        | 阿部智之                                                                    | 磯野智                 |
| 第十二話 | 赤い約束         | 長谷川勝己            | 新田靖成 | 藤沢紗々        | 伊藤美奈、をがわいちろを                                                    | 石原恵 磯野智 臼田美夫 |
| OVA      | たどり着いた場所 | 長谷川勝己            | 新田靖成 | 新田靖成 徐恵眞 | 臼田美夫、北條直明 北村友幸、杉本智子 竹内真弓、森前和也 山内則康、山本篤史 | 石原恵 磯野智 島宏明   |

### 放送局
| 放送地域       | 放送局             | 放送期間                      | 放送日時           | 放送系列       | 備考             |
| -------------- | ------------------ | ----------------------------- | ------------------ | -------------- | ---------------- |
| 関東広域圏     | テレビ東京         | 2010年10月8日 - 12月24日      | 金曜 25:23 - 25:53 | テレビ東京系列 | 制作局           |
| 愛知県         | テレビ愛知         | 2010年10月11日 - 12月27日     | 月曜 25:28 - 25:58 | テレビ東京系列 |                  |
| 大阪府         | テレビ大阪         | 2010年10月12日 - 12月28日     | 火曜 25:30 - 26:00 | テレビ東京系列 |                  |
| 岡山県・香川県 | テレビせとうち     | 2010年10月13日 - 2011年1月5日 | 水曜 25:18 - 25:48 | テレビ東京系列 |                  |
| 福岡県         | TVQ九州放送        | 2010年10月13日 - 2011年1月5日 | 水曜 25:43 - 26:13 | テレビ東京系列 |                  |
| 日本全域       | ニコニコチャンネル | 2010年10月14日 - 12月30日     | 木曜 12:00 更新    | ネット配信     | 最新話1週間無料  |
| 滋賀県         | びわ湖放送         | 2010年10月19日 - 2011年1月4日 | 火曜 26:50 - 27:20 | 独立UHF局      |                  |
| 日本全域       | AT-X               | 2010年11月23日 - 2011年2月8日 | 火曜 11:00 - 11:30 | CS放送         | リピート放送あり |

| テレビ東京 金曜25:23枠         | テレビ東京 金曜25:23枠                  | テレビ東京 金曜25:23枠          |
| 前番組                         | 番組名                                  | 次番組                          |
| ------------------------------ | --------------------------------------- | ------------------------------- |
| 大魔神カノン ※特撮テレビドラマ | FORTUNE ARTERIAL 赤い約束 ※テレビアニメ | GOSICK -ゴシック- ※テレビアニメ |

### OVA
2011年2月26日発売の角川コミックスエース発行コミック版第6巻DVD限定版に収録のオリジナルエピソード。文化祭が終了した後、メンバー全員が旅行に行く。

## 関連商品

### CD

#### マキシシングル
以下の2枚はHOBiRECORDSより発売。
『It's my precious time!』
歌 - Mizuho / 発売 - 2007年10月25日 / WACD-300
PCゲームイメージテーマ「It's my precious time!」と「夢うらら」を収録。
『扉ひらいて、ふたり未来へ』
歌 - Mizuho、Veil / 発売 - 2008年1月25日 / WACD-301
PCゲームオープニングテーマ「扉ひらいて、ふたり未来へ」と挿入歌「赤い約束」を収録。
以下の2枚はAMG MUSICより発売。
『絆-kizunairo-色』
歌 - Lia / 発売 - 2010年10月27日 / AMG-7018（生産限定盤）、AMG-7019（通常版）
アニメ『FORTUNE ARTERIAL 赤い約束』オープニング主題歌「絆-kizunairo-色」とエンディング主題歌「I miss you」のLiaバージョンを収録。生産限定盤には「絆-kizunairo-色 〜PV Live Edition〜」が収録されたDVD付き。通常版はボーナストラックとして「絆-kizunairo-色 inst.w/z cho.」を収録。
『I miss you』
歌 - Veil / 発売 - 2010年10月27日 / AMG-7020（生産限定盤）、AMG-7021（通常版）
アニメ『FORTUNE ARTERIAL 赤い約束』エンディング主題歌「I miss you」と「絆-kizunairo-色 Rock Style」などを収録。生産限定盤には「I miss you 〜PV Live Edition〜」が収録されたDVD付き。通常版はボーナストラックとして「組曲 〜FORTUNE ARTERIAL〜」を収録。

#### オリジナルサウンドトラック
オーガストより発売。
『FORTUNE ARTERIAL Original Sound Track』
発売 - 2008年5月30日 / AUG-2071
テーマソング、BGM及びアレンジメドレーを収録。DreamParty2008春で先行発売。

#### ドラマCD
マリン・エンタテイメントより発売。
『FORTUNE ARTERIAL 〜through the season〜』全5巻
第1巻 千堂瑛里華編 - 2008年8月15日発売 / 品番MMCC-4167
第2巻 東儀白編 - 2008年9月25日発売 / 品番MMCC-4168
第3巻 紅瀬桐葉編 - 2008年10月22日発売 / 品番MMCC-4169
第4巻 悠木かなで編 - 2008年11月27日発売 / 品番MMCC-4170
第5巻 悠木陽菜編 - 2008年12月28日発売 / 品番MMCC-4171
担当声優はゲームと同じ。トゥルーエンド後のストーリーで、学園祭から伊織たちの卒業までが舞台となっている。
5巻ともCD-EXTRA仕様で、PC用データとして壁紙やオリジナルメモ帳ソフトが収録されている。全巻購入特典用の応募券が各巻に封入されている。

#### キャラクターソングアルバム
マリン・エンタテイメントより発売。
『FORTUNE ARTERIAL feeling assort』
発売 - 2009年8月14日 / MMCC-4199
ヒロイン6人の単独曲とデュエット4組の曲、あわせて10曲を収録。ジャケットはべっかんこうによるメインヒロイン5人。
『FORTUNE ARTERIAL キャラクターソングアルバム2 プロジェクトB』
発売 - 2010年8月13日 / MGS-0018
ヒロイン6人の単独曲とデュエット3組、全ヒロインの曲、あわせて10曲を収録。ジャケットは脳みそホエホエによるメインヒロイン5人。ジャケットの構図は『FORTUNE ARTERIAL feeling assort』と逆になっている。

#### キャラクターファンディスク
AMG MUSICより発売。アニメ『FORTUNE ARTERIAL 赤い約束』のキャラクターファンディスク。2枚目以降に予定されていた千堂伊織『FORTUNE BLACK』と支倉孝平『FORTUNE BLUE』は発売中止となっている。
千堂瑛里華『FORTUNE RED』
発売 - 2011年1月28日 / AMG-7024
「絆-kizunairo-色 feat.Erika」、「I miss you feat.Erika」、BGM他を収録。

#### リミックスアルバム
SHOT MUSICより発売。
『FORTUNE ARTERIAL-Omnibus Edit- 「P-O-P」』
発売 - 2010年1月29日 / SHOT-002
BGMやテーマソングなどのアレンジアルバム。13曲収録。

### ノベル（小説）
『FORTUNE ARTERIAL』（ハーヴェスト出版刊）※18禁
瑛里華編 - 2008年6月10日発売 / ISBN 978-4-434-11965-1
白編 - 2008年8月1日発売 / ISBN 978-4-434-12120-3
桐葉編 - 2008年10月15日発売 / ISBN 978-4-434-12309-2
かなで編 - 2009年2月1日発売 / ISBN 978-4-434-12777-9
陽菜編 - 2009年3月1日発売 / ISBN 978-4-434-12864-6
完結編 - 2009年6月1日発売 / ISBN 978-4-434-13144-8
原作 - オーガスト / 著者 - 岡田留奈 / 原画 - べっかんこう
ゲーム本編に沿った内容となっているが、オリジナルのエピソードが挿入されている編もある。完結編はトゥルーエンドの内容となっている。

### 関連書籍
『TECH GIAN スーパープレリュード「FORTUNE ARTERIAL」』（エンターブレイン刊）
発売 - 2007年11月21日 / ISBN 978-4-7577-3945-1
キャラクター紹介記事や各種設定資料を掲載。表紙は千堂瑛里華。付録ポスターは悠木陽菜。付録DVDには体験版と壁紙やカレンダーなどのアクセサリが収録されている。
体験版には「TGプレリュード体験版オリジナルストーリー」が2本収録されている（ゲーム本編未収録）。
『FORTUNE ARTERIAL パーフェクトビジュアルブック』（アスキー・メディアワークス刊）
発売 - 2008年6月20日 / ISBN 978-4-04-867158-3
PCゲームのビジュアルブック。表紙は千堂瑛里華。
『FORTUNE ARTERIAL 赤い約束 オフィシャルビジュアルガイド』（角川書店刊）
発売 - 2011年2月26日 / ISBN 978-4-04-854589-1
アニメ『FORTUNE ARTERIAL 赤い約束』のビジュアルブック。児玉樹描きおろしのオリジナルコミックも収録。

### コミックス
『FORTUNE ARTERIAL―Character's Prelude』（アスキー・メディアワークス刊）※一般作品
原作 - オーガスト / 作画 - 佐々木あかね
『電撃G's magazine』（アスキー・メディアワークス）2007年9月号より2008年4月号まで連載。その後『電撃G's Festival! COMIC』（アスキー・メディアワークス）に移籍してVol.2（2008年4月26日発売）に掲載。各キャラクターを中心に据えたオリジナルストーリーによる短編集。
休載の旨はアナウンスされていないが、『電撃G's Festival! COMIC』Vol.2以後、作品は掲載されていない（2009年10月現在）、作者も同誌でVol.7より別作品を連載中である。コミックス第1巻には、今までの掲載作品が全て収録されている。
1. 2008年6月25日発売 / ISBN 978-4-04-867155-2

『FORTUNE ARTERIAL』（角川書店刊）※一般作品
原作 - オーガスト / 作画 - 児玉樹
『コンプティーク』（角川書店）2007年11月号から2011年7月号まで連載。原作ゲームのコミカライズで、各ルートのエピソードを織り交ぜつつ、トゥルーエンド後から学園祭の終了までが描かれている。ゲーム本編では説明されなかった謎についても一部触れられている。
1. 2008年7月26日発売 / ISBN 978-4-04-715081-2
2. 2009年1月10日発売 / ISBN 978-4-04-715162-8
3. 2009年10月24日発売 / ISBN 978-4-04-715304-2
4. 2010年9月24日発売 / ISBN 978-4-04-715519-0
5. 2010年10月25日発売 / ISBN 978-4-04-715547-3
6. （オリジナルアニメDVD付き 限定版） - 2011年2月26日発売 / ISBN 978-4-04-900803-6
  - （通常版）：2011年3月10日発売 / ISBN 978-4-04-715643-2

7. 2011年9月26日発売 / ISBN 978-4-04-715780-4

『FORTUNE ARTERIAL 赤い約束 公式コミックアラカルト』（角川書店刊）※一般作品
3名のイラストと11名のコミックを収録したアンソロジー。
2010年12月10日発売 / ISBN 978-4-04-715578-7
『マジキュー4コマ FORTUNE ARTERIAL』（エンターブレイン刊）※一般作品
1. 2008年4月25日発売 / ISBN 978-4-7577-4165-2
2. 2008年7月25日発売 / ISBN 978-4-7577-4341-0
3. 2008年9月25日発売 / ISBN 978-4-7577-4429-5
4. 2008年11月25日発売 / ISBN 978-4-7577-4534-6
5. 2009年1月29日発売 / ISBN 978-4-7577-4674-9
6. 2009年4月25日発売 / ISBN 978-4-7577-4843-9
7. 2009年6月25日発売 / ISBN 978-4-7577-4928-3
8. 2009年9月18日発売 / ISBN 978-4-0472-6009-2
9. 2009年12月25日発売 / ISBN 978-4-0472-6215-7
10. 2010年2月25日発売 / ISBN 978-4-0472-6326-0

『FORTUNE ARTERIAL コミックアンソロジー』（一迅社刊）※一般作品
1. 2008年6月25日発売 / ISBN 978-4-7580-0447-3
2. 2008年7月25日発売 / ISBN 978-4-7580-0456-5
3. 2008年10月25日発売 / ISBN 978-4-7580-0466-4

### カードゲーム
Lycee
シルバーブリッツのトレーディングカードゲーム、Lyceeに参戦している。収録エキスパンションは、AUGUST2.0など。

## Webラジオ
マリン・エンタテイメントより、『オーガスト放送局 修智館学院出張生徒会』が2009年9月10日から2011年2月24日まで隔週で全36回放送された。パーソナリティは千堂伊織（声 - ケビン・スパイシー）と千堂瑛里華（声 - 観村咲子）。本放送に先立ち、2009年8月13日には第0回が放送された。

### ラジオCD
マリン・エンタテイメントより発売。ジャケットはすべて脳みそホエホエ。
- DJCD オーガスト放送局 修智館学院出張生徒会 Vol.1
  - 2009年12月29日発売 品番MGS-0008
  - 第1回から第6回までの放送分と録り下ろしラジオ音源を収録。CD4枚組。
  - ゲストは東儀白（声 - 姫川あいり）と東儀征一郎（声 - 鷹取玲）。
- DJCD オーガスト放送局 修智館学院出張生徒会 Vol.2
  - 2010年4月30日発売 品番MGS-0012
  - 第7回から第12回までの放送分と録り下ろしラジオ音源を収録。CD4枚組。
  - ゲストは悠木陽菜（声 - 鷹月さくら）、千堂伽耶（声 - 美芹桜花）、悠木かなで（声 - 雛見風香）。
- DJCD オーガスト放送局 修智館学院出張生徒会 Vol.3
  - 2010年8月13日発売 品番MGS-0019
  - 第13回から第18回までの放送分と録り下ろしラジオ音源を収録。CD4枚組。
  - ゲストは紅瀬桐葉（声 - 楠鈴音）、フィーナ・ファム・アーシュライト[注 13]（声 - 手塚まき）、東儀白、東儀征一郎。新規録音分ゲストは千堂伽耶。
- DJCD オーガスト放送局 修智館学院出張生徒会 Vol.4
  - 2010年12月29日発売 品番MGS-0030
  - 第19回から第24回までの放送分と録り下ろしラジオ音源を収録。CD4枚組。
  - ゲストは千堂伽耶、悠木かなで、悠木陽菜、紅瀬桐葉。新規録音分ゲストは紅瀬桐葉、千堂伽耶。
- DJCD オーガスト放送局 修智館学院出張生徒会 Vol.5
  - 2011年4月28日発売 品番MGS-0033
  - 第25回から第30回までの放送分と録り下ろしラジオ音源を収録。CD4枚組。
  - ゲストは朝霧麻衣[注 13]（声 - 安玖深音）、天池志津子（声 - 岬友美）、東儀白、紅瀬桐葉、千堂伽耶。新規録音分ゲストはシンシア・マルグリット[注 14]（声 - 遠野そよぎ）。
- DJCD オーガスト放送局 修智館学院出張生徒会 Vol.6
  - 2011年8月12日発売 品番MGS-0036
  - 第31回から第36回までの放送分と録り下ろしラジオ音源を収録。CD4枚組。
  - ゲストは悠木陽菜、東儀征一郎。新規録音分ゲストは東儀白、紅瀬桐葉、悠木かなで、悠木陽菜、千堂伽耶。